# La Sarsa

Mapa del Carxe i dels seus nuclis.

La Sarsa (oficialment La Zarza) és un nucli de població catalanoparlant del Carxe pertanyent al municipi de Jumella, situat entre el terme municipal d'aquest i el de Favanella, a la província de Múrcia. Registra 27 habitants (2006).
Al nord de la Sarsa està ubicat el caseriu de l'Ombria de la Sarsa situat també dins el municipi de Jumella, al límit amb el de Favanella.